# 1990년 시카고 영화 비평가 협회상
제3회 시카고 비평가 협회상은 1990년에 열린 시상식이다.

## 수상 및 후보

### 작품상
- 좋은 친구들 - 마틴 스코세이지 수상

### 감독상
- 좋은 친구들 - 마틴 스코세이지 수상

### 남우주연상
- 행운의 반전 - 제레미 아이언스 수상

### 여우주연상
- 미져리 - 케시 베이츠 수상

### 남우조연상
- 좋은 친구들 - 조 페시 수상

### 여우조연상
- 좋은 친구들 - 로레인 브라코 수상

### 각본상
- 좋은 친구들 - 니콜라스 필레기 외1명 수상

### 외국어영화상
- 요리사, 도둑, 그의 아내 그리고 그녀의 정부 - 피터 그리너웨이 수상

### 촬영상
- 늑대와 춤을 - 딘 셈러 수상

### 음악상
- 토이 스토리 - 랜디 뉴먼 수상

### 유망남우상
- 나 홀로 집에 - 맥컬리 컬킨 수상

### 유망여우상
- 프레쉬맨 - 페네로프 앤 밀러 수상